# Kabinett

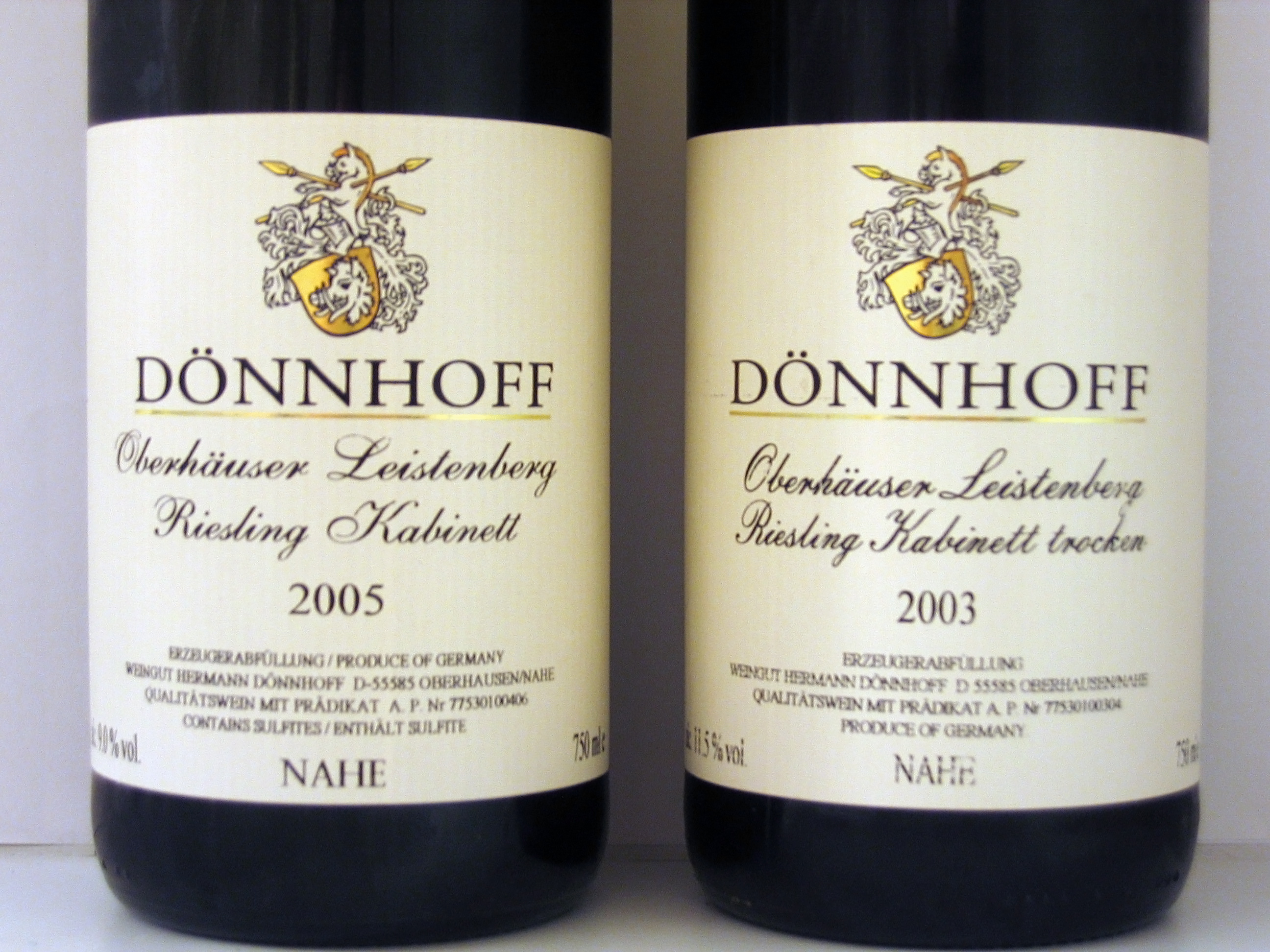
Een zoete en een droge kabinett

Kabinett is een wijn in de reeks van Qualitätsweinen mit Prädikat.
In Duitstalige wijnbouwgebieden is het de onderste trap. De Kabinett zit qua rangorde tussen de Qualitätswein (zonder Prädikat) en de Spätlese in. De kwaliteit -in de zin van smaakwaardering- wordt uiteindelijk bepaald door de wijnmaker. De plaats in de rangorde is een vooral wijnbouwtechnisch gegeven. Zo moet een Kabinett een bepaald minimum most gewicht in graden Oechsle hebben. Variërend van 73 graden in de meeste Duitse wijngebieden tot wel 85 graden in het Duitse Baden en Oostenrijk. Ook de gebruikte druivensoort, oogstdata en het verbod op chaptalisatie zijn belangrijke punten. Overigens behoort in Oostenrijk de Kabinett niet tot de reeks Prädikat-wijnen.
De meeste Kabinett-wijnen bevatten een weinig of meer restzoet en zijn daardoor halfdroog of zoet met een alcoholpercentage tot ongeveer 10%. Vooral in het Moezelgebied zijn er wijnboeren die de most goed kunnen laten uitgisten om zo tot een droge Kabinett te komen. Bij deze wijn kan het alcoholpercentage oplopen tot 12,5%.
In de middeleeuwen werd in het klooster Eberbach in de Rheingau door de toenmalige kloosterlingen, de wijnkelder omgedoopt tot “schatkamer van bijzondere waardevolle wijnen”. Deze “kamer” werd zorgvuldig, zoals een “Cabinet” naar het Franse woord voor salon(meubel) ingericht. Hiervan zou de term Kabinett zijn afgeleid.
Het ging destijds al om betere wijnen die na lagering verkocht werden.